# Olympia and York

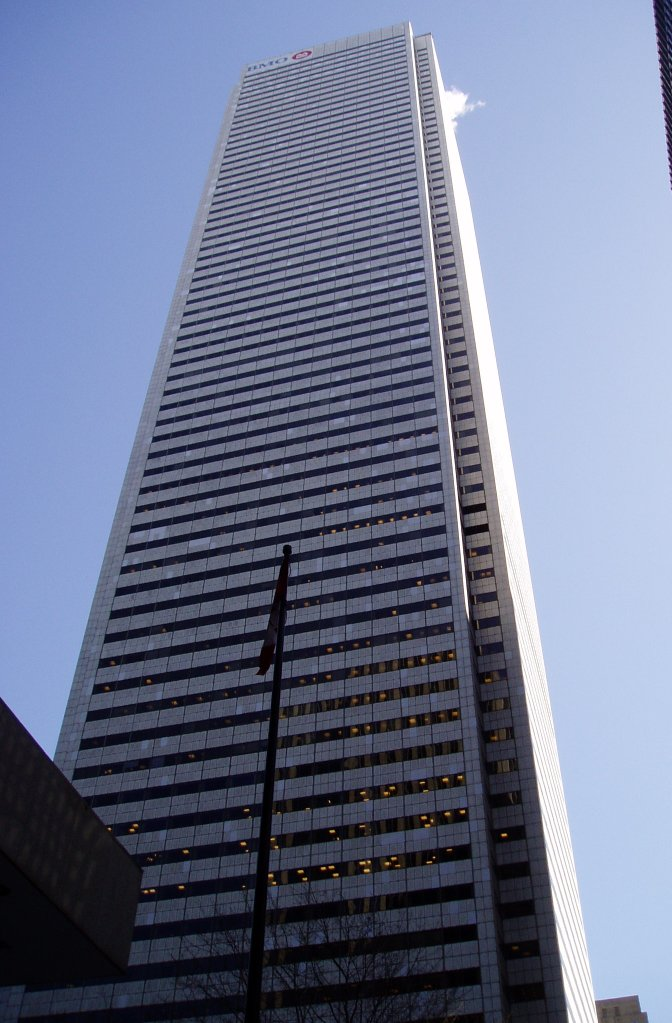
First Canadian Place, Toronto

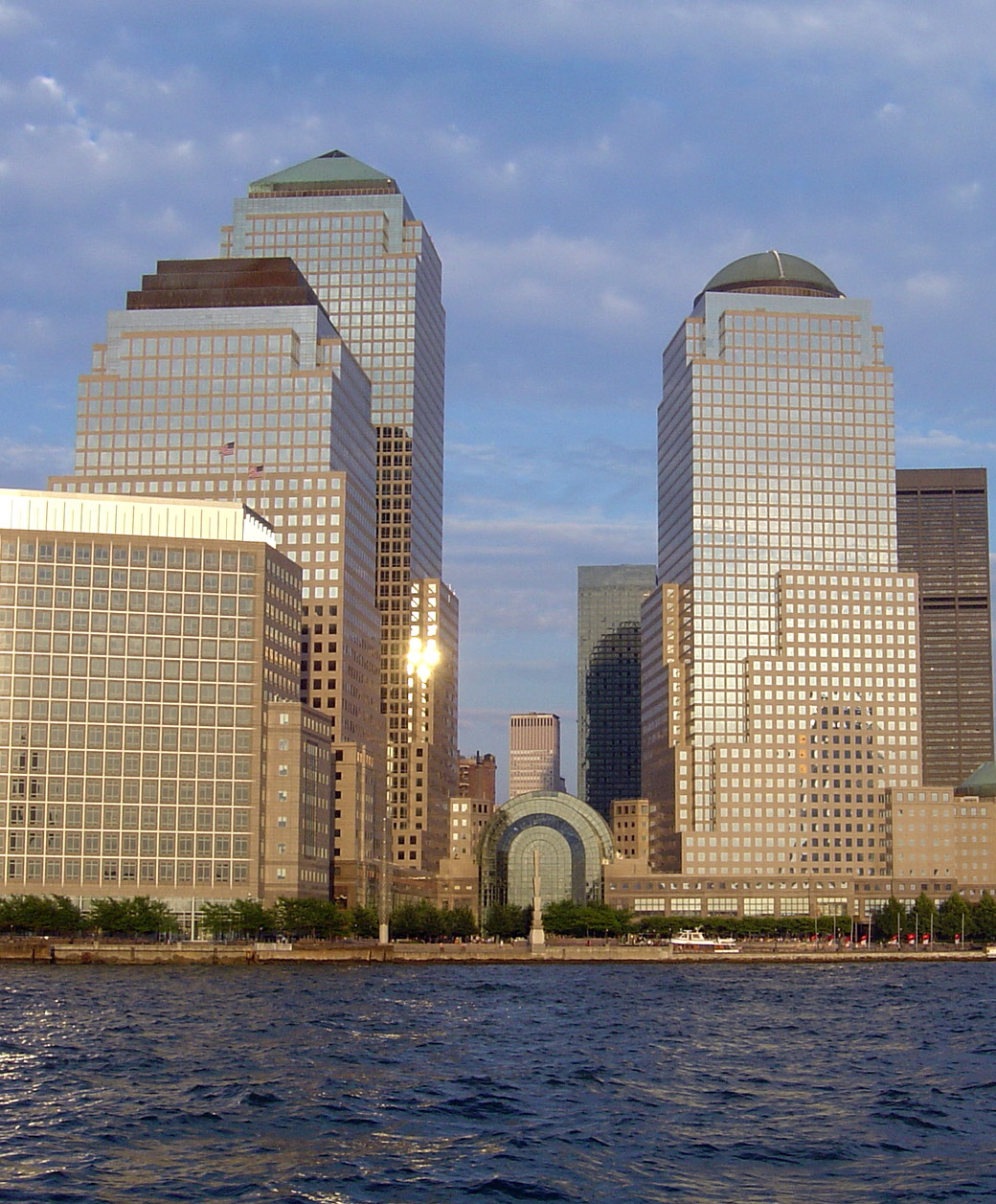
Le complexe du World Financial Center

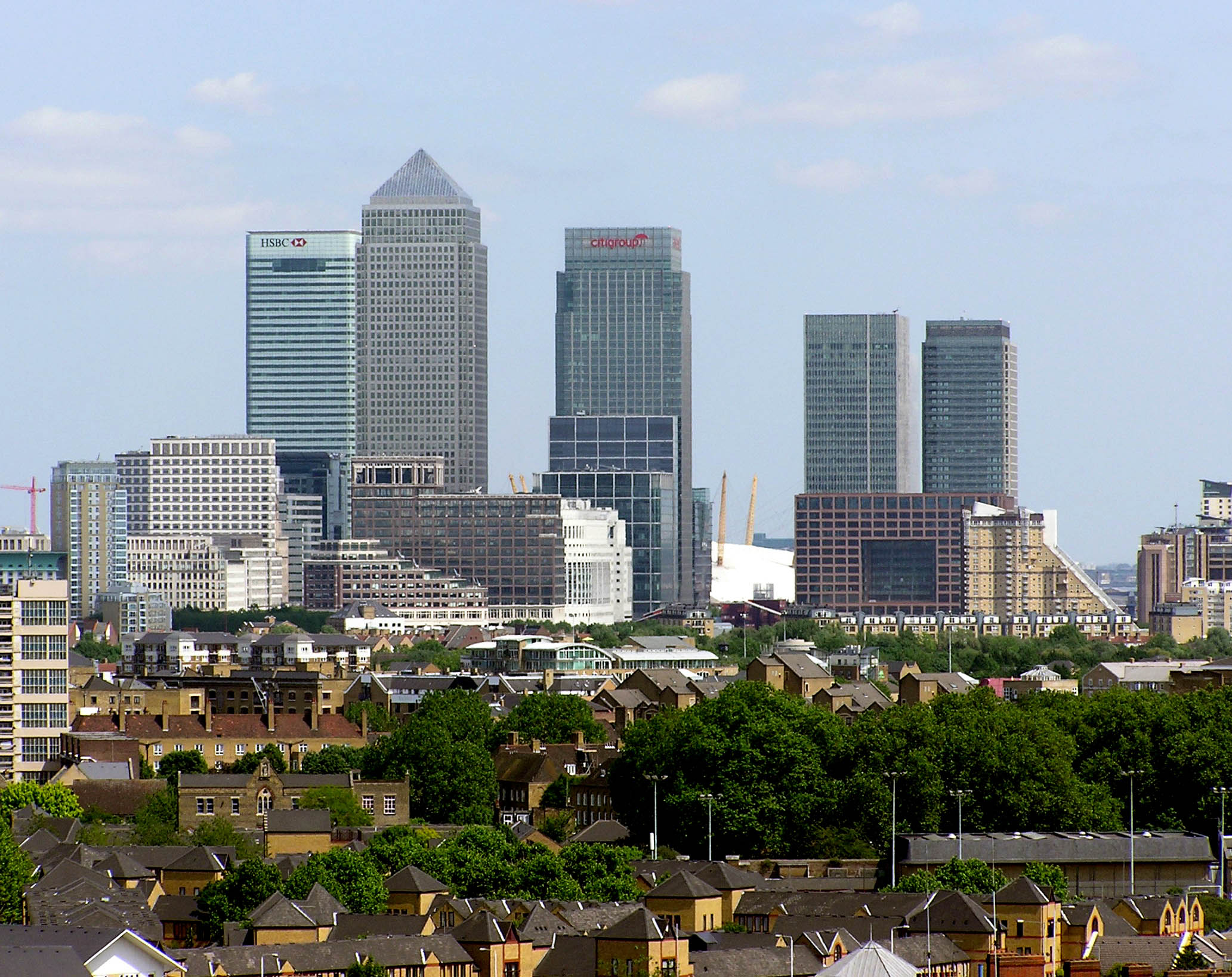
Canary Wharf, vu d’une promenade élevée sur Tower Bridge

Olympia and York fut l’une des principales entreprises internationales de développement immobilier de la seconde moitié du XXe siècle. Elle était basée à Toronto, au Canada. L’entreprise est à l'origine de la construction d’importants complexes d’immeubles de bureaux tels que Canary Wharf à Londres, le World Financial Center à New York et First Canadian Place à Toronto. Elle a fait faillite en 1992.  

## Histoire

### Les premières années
C’est à Montréal qu’Edward, l’ainé des frères Reichmann s’installe d’abord, au début de 1955, en provenance de Tanger où son père a fait fortune dans les activités bancaires. Il y fonde dès son arrivée l’entreprise Olympia Trading Company pour l’importation de carreaux de céramique. Son frère Louis s’installe l’année suivante à Toronto où il fonde une entreprise semblable mais indépendante, Olympia Floor & Wall Tile. Paul et Ralph arrivent à leur tour dans cette ville au printemps de 1957 et rachètent l’entreprise de Louis.  
Ce dernier rejoint à Montréal Edward qui fonde Three Star Construction en janvier 1958 et se lance dans le développement immobilier industriel dans le nord de la ville. À Toronto, Paul et Ralph se lancent aussi dans l’immobilier, un peu par accident, au début de 1958, en érigeant un entrepôt pour agrandir leur entreprise. Devant les couts de construction élevés, ils optent pour sous-traiter eux-mêmes les travaux. Ils revendent l’immeuble avec profit l’année suivante, ce qui les incite à ouvrir une filiale spécialisée dans la construction de bâtiments industriels à North York, une ville de la banlieue nord de Toronto alors en forte croissance. Quand leur frère Albert arrive de Tanger en 1959, il fonde York Factory Developments. À la demande de leur père qui les finance en partie, les trois frères s’associent en 1961 dans une entreprise commune qui deviendra Olympia and York en 1964.
Les frères Reichmann sont des juifs Haredim très religieux et sont vus comme des excentriques pour leur respect du Chabbat et des fêtes juives pour lesquels ils ferment les travaux sur leurs sites de construction. Même quand les succès d’O&Y auront fait d’eux l’une des plus riches familles du monde, ils continueront de mener une vie relativement austère, cultivant le secret quant à leur richesse réelle.
L’entreprise se fait vite une réputation pour construire rapidement et à meilleur prix que ses concurrents. Son premier projet important est le vaste développement multifonctionnel de Flemingdon Park à Don Mills, en banlieue de Toronto. En juin 1965, ils rachètent de la faillite de William Zeckendorf le développement déjà commencé et en font un succès.
Pendant ce temps, à Montréal, l’entreprise d’Edward, Three Star Construction, connaît des difficultés. Les Reichmann de Toronto sauvent l’entreprise de la faillite à l’automne de 1966 et Olympia and York en devient bientôt propriétaire.  
À Toronto, Paul Reichmann, le moteur d’Olympia and York, devient de plus en plus entreprenant.  Pour financer l’expansion de son entreprise, il développe de nouvelles formes de financement et il réussit bientôt à construire pour les plus grandes sociétés du pays.  
En 1967, Olympia and York commence à construire des bureaux dans les centres-villes de Toronto et d’Ottawa. Après quelques immeubles de moyenne importance, la compagnie prend un risque important en acquérant à partir de 1969 des parcelles du dernier site non construit à l’angle des rues King et Bay, à Toronto, le cœur géographique du principal district financier du Canada. En 1972, les Reichmann contrôlent presque tout l’îlot et s’associent à la Banque de Montréal qui a son immeuble sur la partie restante en vue d’ériger le nouveau siège social de la banque. Ils font les plans pour une tour de bureaux de 72 étages, le plus haut immeuble du Commonwealth. Le projet, First Canadian Place, passe cependant près de sombrer quand le maire réformiste David Crombie, élu en décembre 1972, déclare un moratoire sur tout nouveau développement important. La tour de 72 étages, déjà approuvée, est construite en un temps record grâce à diverses innovations technologiques et terminée en 1975. La phase II doit cependant être redessinée et, retardée par une mauvaise conjoncture économique, ne sera complétée qu’en 1982.

### La période dorée des années 1980
Durant les années 1980, Olympia & York connaît une croissance phénoménale jusqu’à devenir la première firme de développement immobilier au monde. 
Le marché immobilier fortement déprimé de New York attire les Reichmann qui y acquièrent en 1977 un ensemble de huit gratte-ciel de Uris Building Corporation, dont le 55 Water Street, pour aussi peu que 359 millions de dollars. En seulement une décennie, cet investissement atteindra la valeur de 3,5 milliards, ce qui en fait une des transactions immobilières les plus lucratives de l’histoire moderne. La compagnie se recentre alors sur New York et ouvre un bureau sur Park Avenue. Elle lance bientôt des projets immobiliers à travers tous les États-Unis, alors qu’au Canada elle délaisse Toronto pour construire plutôt à Calgary et à Edmonton.
Dès 1980, Olympia and York s’implique dans Battery Park City, une vaste zone portuaire voisine du World Trade Center de New York. Elle est choisie parmi douze promoteurs pour construire le plus important complexe de bureaux de l’histoire de Manhattan quand la Battery Park City Authority lui attribue le développement de cet ensemble. Lorsque Olympia and York réussit en 1982 à y attirer American Express, le nom du complexe de bureaux est changé pour le World Financial Center. D’autres locataires prestigieux comme Dow Jones and Company et Merrill Lynch s’ajoutent bientôt pour faire du projet un autre solide succès pour Olympia and York. Le complexe, complété à 70 %, est inauguré en octobre 1985 et les deux derniers immeubles seront terminés en 1987.
Avec des liquidités en forte croissance, la compagnie diversifie ses investissements. En 1980, elle acquiert English Property Corp, un des plus importants promoteurs immobiliers britanniques, ce qui lui donne 40 % des parts dans Trizec, une grosse entreprise immobilière canadienne. La transaction crée une association durable avec la famille Bronfman avec laquelle Olympia and York acquiert bientôt, de façon détournée, 40 % des actions de Royal Trust Company. Plus tard, en 1984, la compagnie achète 22 % d’une autre grande entreprise immobilière canadienne, Cadillac Fairview.
La compagnie se diversifie aussi hors de l’immobilier. Elle acquiert, avec 50,1 % des actions, le contrôle de Brinco Ltd. en 1980, et 94 % des actions d’Abitibi-Price Inc. l’année suivante, de même que 20 % des actions de Macmillan Bloedel, le plus gros producteur de bois canadien. En 1985, elle acquiert Gulf Canada Resources Limited, transaction qui génère beaucoup de controverse car elle permet à l’entreprise de bénéficier de généreuses réductions fiscales. Enfin, après une bataille juridique très médiatisée en 1987 avec l’entreprise britannique Allied Lyons PLC pour le contrôle de la distillerie canadienne Hiram Walker, fabricant du populaire rye whisky Canadian Club, Olympia and York acquiert 49 % des actions de Hiram Walker.
Vers la fin des années 1980, la compagnie entreprend le développement de Canary Wharf, un vaste site à l’est de Londres. Le terrain de 83 acres (336 000 m2) devient bientôt le plus important développement immobilier au monde, comprenant entre autres le One Canada Square, le plus haut gratte-ciel de Grande-Bretagne. Le projet rencontre vite des difficultés. La Grande-Bretagne entre en récession et les entreprises sont réticentes à quitter le centre financier traditionnel au cœur de la City, et, malgré une promesse personnelle de Margaret Thatcher, le métro de Londres ne sera pas prolongé vers le site (il ne le sera qu’en 2000 avec l’extension de la Jubilee Line). Les espaces de bureaux de Canary Wharf restent en grande partie vides et Olympia and York est à court de liquidités. À la même époque, le marché immobilier de New York est lui aussi en récession et le promoteur, qui est alors le plus gros propriétaire de Manhattan, connaît des problèmes de trésorerie qui affectent lourdement le système de financement pyramidal que les frères Reichmann ont adopté.

### La faillite
En mars 1992, Paul Reichmann est forcé de démissionner comme président. En mai, la compagnie se met sous la protection des lois sur les faillites avec des dettes de plus de 20 milliards de dollars envers diverses banques et investisseurs. Elle est finalement démembrée en février 1993. 
Les raisons de la faillite sont multiples. L’entreprise est d’abord trop restée axée sur l’entrepreneuriat, laissant peu de ressources à la gestion quotidienne. La peur de laisser un minimum de contrôle à des étrangers à la famille a aussi empêché les Reichmann de se départir d’actifs lorsqu’il en était encore temps. Finalement, l’optimisme excessif de Paul Reichmann l’a incité à croire que la conjoncture inflationniste des années 1970 se poursuivrait dans les années 1980. 
En 1993, les Reichmann ne gardent qu’une petite portion de leur empire, une entreprise de gestion immobilière : Olympia and York Properties Corporation qui conserve six immeubles au Canada et les contrats de gestion de neuf autres. Avec l’aide de financiers extérieurs, Paul Reichmann fonde bientôt International Property Corporation qui réussit à acquérir, en octobre 1995, le projet Canary Wharf alors sur la voie de la rentabilité. Cependant, les Reichmann n'ont qu’une petite part de cette entreprise et n’ont plus d’actifs importants à New York.